# 毛果山茶
毛果山茶（学名：Camellia trichocarpa）是山茶科山茶属的植物。分布于中国大陆的云南等地，生长于海拔1,700米至2,500米的地区，一般生长在河谷混交林里，目前尚未由人工引种栽培。